# Дерматоген

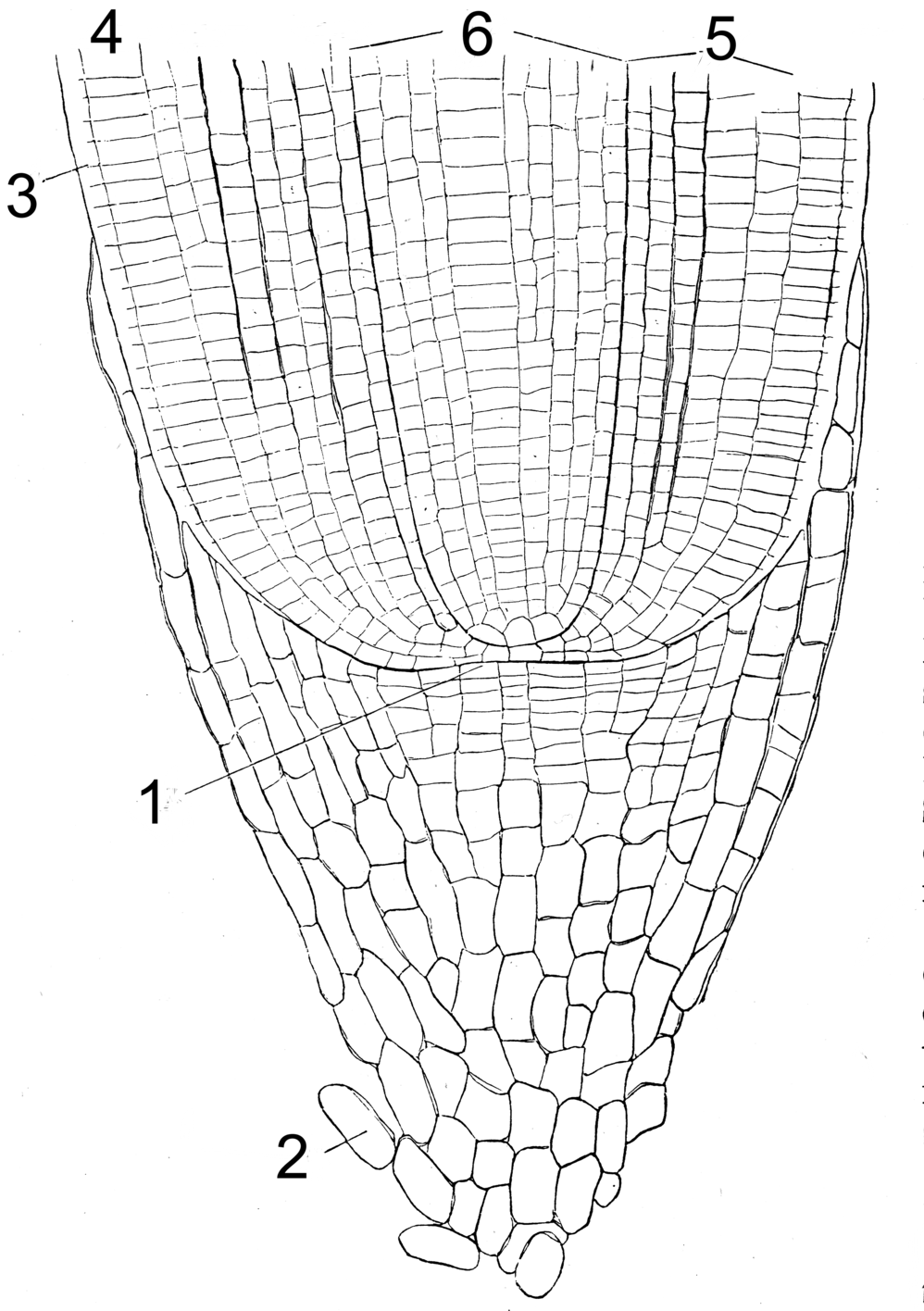
Схема роста корня. Дерматоген обозначен номером 4.

Дерматоге́н (от греч. дермато и ген) — относительно однородный слой поверхностных клеток у растений, получивший своё название от того, что из него образуется впоследствии кожица (δέρμα — кожа). Расположен снаружи, имеет плотную структуру, относится к первичной образовательной ткани (меристема), расположен в растущих кончиках корней. Дерматоген имеет межклетники, его клетки обычно делятся так, что образующиеся перегородки имеют антиклинальное направление, то есть они растут перпендикулярно к поверхности корня. Исключение составляют только воздушные корни орхидных, ароидных, а также массивные луковичные подземные корни некоторых амариллисовых и лилейных, у которых рост этих клеток происходит периклинально, то есть он направлен параллельно поверхности органа. В этих случаях образуется многослойный, частично омертвевший покров веламен.